# Vacerra bonfilius
Vacerra bonfilius är en fjärilsart som beskrevs av Pierre André Latreille 1824. Vacerra bonfilius ingår i släktet Vacerra och familjen tjockhuvuden. Inga underarter finns listade i Catalogue of Life.

## Bildgalleri

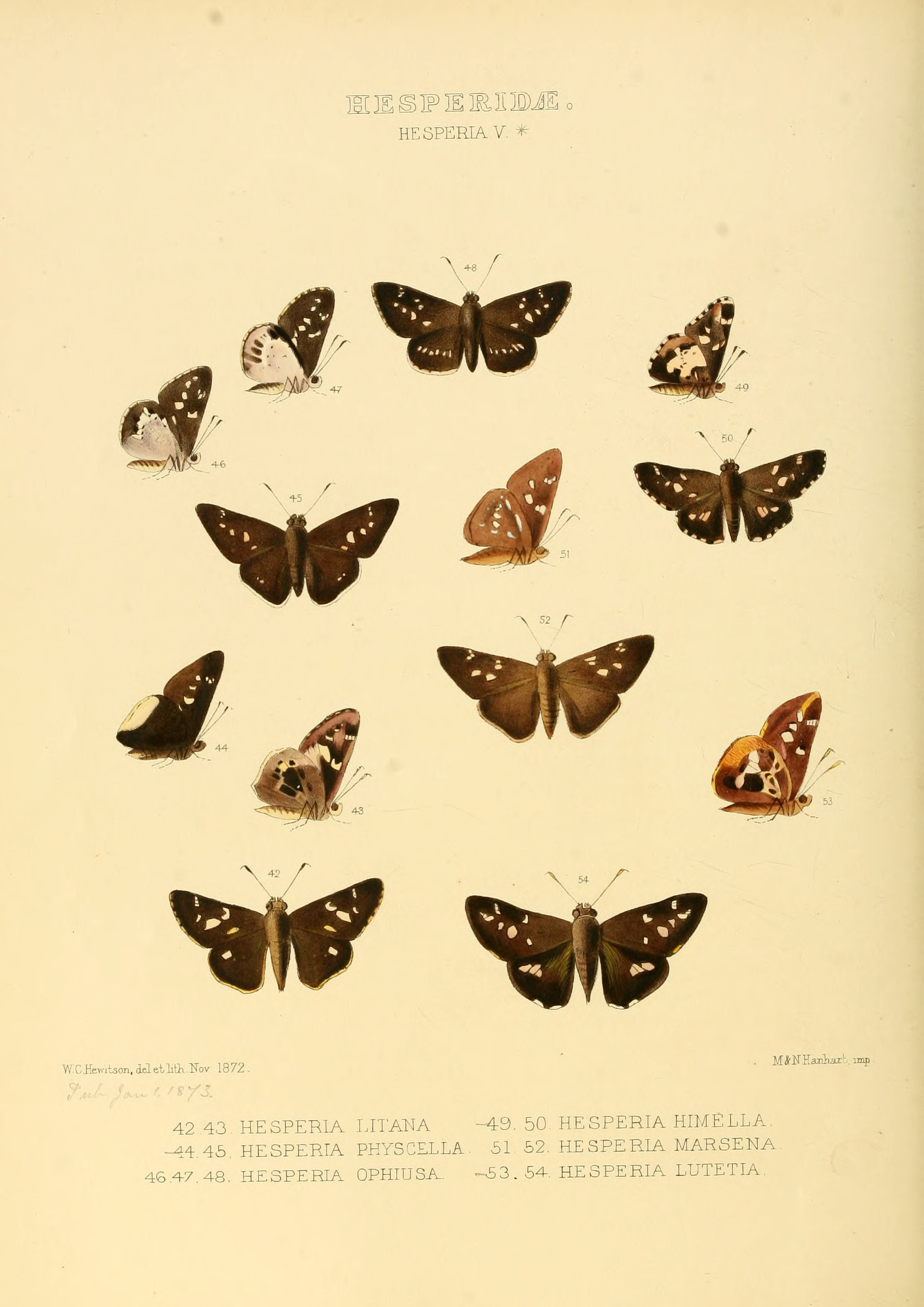
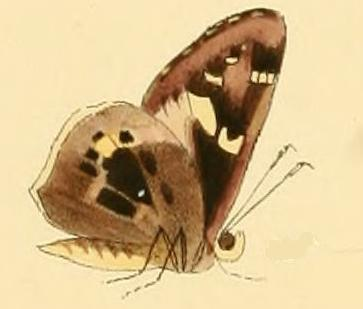